# Ljudmila Baluschka
Ljudmyla Myroniwna Baluschka (ukrainisch Людмила Миронівна Балушка; * 27. Juli 1985) ist eine ukrainische Ringerin. Sie wurde 2012 Europameisterin in der Gewichtsklasse bis 48 kg Körpergewicht.

## Werdegang
Ljudmila Baluschka begann im Jahre 1999 mit dem Ringen. Seit dieser Zeit ist Andrej Piskun ihr Trainer. Sie startet für den Sportclub Dynamo/Kolos Lwow. Sie ist Studentin und wiegt bei einer Größe von 1,55 Metern ca. 50 kg und startet in der leichtesten Gewichtsklasse beim Frauenringen, die bis 48 kg reicht.
Sie nahm schon als Juniorenringerin regelmäßig an den internationalen Meisterschaften teil. Dabei war sie sehr erfolgreich und wurde 2002 in Tirana Junioren-Europameisterin in der Gewichtsklasse bis 43 kg und 2003 in Istanbul Junioren-Weltmeisterin in der Gewichtsklasse bis 44 kg. In Istanbul besiegte sie dabei im Finale Sigrun Dobner aus Deutschland.
2005 nahm sie erstmals bei einer internationalen Meisterschaft bei den Damen teil. Sie kam dabei bei der Europameisterschaft in Warna in der Gewichtsklasse bis 48 kg auf den 5. Platz. In den Jahren 2007 und 2008 nahm sie eine Wettkampfpause.
2009 kehrte sie auf die Ringermatte zurück und gewann bei der Weltmeisterschaft in Herning/Dänemark gleich eine Bronzemedaille. Sie gewann dabei u. a. über Jaqueline Schellin aus Deutschland, verlor aber im Viertelfinale gegen Maria Stadnik aus Aserbaidschan. In der Trostrunde erkämpfte sie sich dann mit Siegen über Tatjana Gurnowitsch, Belarus und Jana Stadnik, Großbritannien diese Medaille. Weniger erfolgreich war Ljudmila Baluschka bei der Europameisterschaft 2008 in Baku, denn sie verlor dort gegen Christina Croitoru aus Rumänien und kam nur auf den 8. Platz.
Ihren nächsten Start bei einer internationalen Meisterschaft absolvierte sie dann erst wieder im Jahre 2012. Bei der Europameisterschaft in Belgrad war sie dabei in hervorragender Form und gewann in der Gewichtsklasse bis 48 kg den Europameistertitel vor Estera Dobre, Rumänien, Jaqueline Schellin und Marina Wilmowa, Russland. Trotz dieses großen Erfolges wird sie bei den Olympischen Spielen 2012 in London nicht am Start sein. Irina Melnik-Merleni, die Olympiasiegerin von 2004 und vielfache Weltmeisterin, unternahm nach vierjähriger Pause ein Comeback und setzte sich in der internen ukrainischen Olympiaausscheidung gegen sie durch.

## Internationale Erfolge
| Jahr | Platz | Wettbewerb                           | Gewichtsklasse | Ergebnisse |
| 2000 | 4.    | Junioren-EM (Cadets) in Bratislava   | bis 38 kg      | hinter Lorissa Oorschak, Russland, Nicoleta Badea, Rumänien und Emilia Strzeszewska, Polen |
| 2001 | 3.    | Junioren-EM (Cadets) in Izmir        | bis 40 kg      | hinter Nicoleta Badea und Anna Ewstafejewa, Russland |
| 2002 | 1.    | Junioren-EM in Tirana                | bis 43 kg      | vor Katarzyna Zalewska, Polen, Sigrun Dobner, Deutschland und Olesja Kuragina, Russland |
| 2003 | 1.    | Junioren-WM in Istanbul              | bis 44 kg      | vor Sigrun Dobner, Zhang Yan Hong, China und Maria Podedworna, Polen |
| 2005 | 5.    | EM in Warna                          | bis 48 kg      | nach einer Niederlage gegen Lorissa Oorschak und einem Sieg über Fani Patha, Griechenland |
| 2005 | 3.    | Junioren-EM in Vilnius               | bis 48 kg      | hinter Lorissa Oorschak, Sara Fulp-Allen, USA und Marina Markewitsch, Belarus |
| 2006 | 5.    | Welt-Cup in Nagoya                   | bis 48 kg      | hinter Chiharu Ichō, Japan, Carol Huynh, Kanada, Stephanie Murata, USA und Inga Alexejewna Karamtschakowa, Russland                                                                                            |
| 2009 | 1.    | Welt-Cup in Taiyuan/China            | bis 48 kg      | vor Fuyuko Mimura, Japan, Liu Jie, China und Carol Huynh |
| 2009 | 3.    | EM in Herning/Dänemark               | bis 48 kg      | nach Siegen über Estera Dobre, Rumänien und Jaqueline Schellin, Deutschland, einer Niederlage gegen Maria Stadnik, Aserbaidschan und Siegen über Tatjana Gurnowitsch, Belarus und Jana Stadnik, Großbritannien |
| 2010 | 8.    | EM in Baku                           | bis 48 kg      | nach einer Niederlage gegen Christina Croitoru, Rumänien |
| 2011 | 5.    | Intern. Ukrainian-Tournament in Kiew | bis 48 kg      | hinter Carol Huynh, Natalja Pulkowska, Ukraine, Jana Stadnik und Oleksandra Kohut, Ukraine |
| 2012 | 3.    | Intern. Ukrainian-Tournament in Kiew | bis 48 kg      | hinter Maria Stadnik und Irina Melnik-Merleni, Ukraine, gemeinsam mit Nina Hemmer, Deutschland |
| 2012 | 1.    | EM in Belgrad                        | kg             | vor Estera Dobre, Jaqueline Schellin und Marina Wilmowa, Russland |
| 2012 | 3.    | Hari-Ram-Grand-Prix in New Delhi     | bis 48 kg      | hinter Lee Yu-mi, Südkorea und Victoria Anthony, USA |

## Erläuterungen
- alle Wettbewerbe im freien Stil
- WM = Weltmeisterschaft, EM = Europameisterschaft